# A. E. W. Mason
Alfred Edward Woodley Mason (Dulwich, 7 maggio 1865 – Londra, 22 novembre 1948) è stato uno scrittore e politico britannico.
Il suo romanzo più conosciuto è Le quattro piume (1902), da cui sono stati tratti vari film. Un altro suo romanzo noto è Delitto a Villa Rose ( At the Villa Rose) del 1910.

## Opere

### Romanzi con protagonista l'ispettore Hanaud
- At the Villa Rose (1910) - Delitto a Villa Rose, trad. Maria Luisa Vesentini Ottolenghi, Milano, Mondadori, 1936
- The House of the Arrow (1924) - La casa della freccia, Collana I Libri Gialli, Milano, Mondadori, 1930
- The Prisoner in the Opal (1928) - Prigioniero nell'opale, trad. Maria Grazia Griffini, Collana I Classici del Giallo Mondadori, 1990
- They Wouldn't Be Chessmen (1934) - Le perle malate, trad. Alfredo Pitta, Collana I Libri Gialli n.147, Milano, Mondadori, 1936
- The House in Lordship Lane (1946)

### Altri romanzi
- A Romance of Wastdale (1895)
- The Courtship of Morrice Buckler (1896)
- Lawrence Clavering (1897)
- The Philanderers (1897)
- Parson Kelly (1899) (con Andrew Lang)
- Miranda of the Balcony (1899)
- The Watchers (1899)
- Clementina (1901) - Il fiore e le spade
  - Il fiore e le spade, trad. Sabina Ferri, Scrittura & Scritture, 2018, ISBN 9788885746077
- The Four Feathers (1902) - Le quattro piume
  - Le quattro piume, trad. Mariachiara Eredia, Scrittura & Scritture, 2020, ISBN 9788885746268
- The Truants (1904)
- Running Water (1906) - Per il nostro amore
- The Broken Road (1907) - La strada interrotta (Mason), Milano, Sonzogno, 1935, 1959
- The Turnstile (1912)
- The Witness for the Defence (1913)
- The Summons (1920)
- The Winding Stair (1923)
- No Other Tiger (1927) - La belva
- The Dean's Elbow (1930)
- The Three Gentlemen (1932)
- The Sapphire (1933)
  - Il voto del capitano, trad. Ada Salvatore, Collana I Libri Gialli n.83, Milano, Mondadori, 1934
  - Il mistero dello zaffiro birmano, Il Giallo Economico Classico n.170, Roma, Newton, 1997
- Fire Over England (1936)
- The Drum (1937)
- Konigsmark (1938)
- The Fort of Terror (1941) 
  - Il tesoro nel forte, Il Giallo Economico Classico n.133, Roma, Newton, 1996, ISBN 978-88-818-3539-3
- Musk and Amber (1942)
- The Crystal Trench (2001)

## Film tratti da opere di A. E. W. Mason
- Green Stockings, regia di Wilfrid North (1916)
- The Winding Stair, regia di John Griffith Wray (1925)
- Elisabetta d'Inghilterra (Fire Over England), regia di William K. Howard (1937)
- Le quattro piume (The Four Feathers), regia di Zoltán Korda (1939)